# Mancomunidad de Nor-Oriente de Guatemala
La Mancomunidad del Oriente Norte de Guatemala, Mancomunidad de Nor-Oriente de Guatemala o Mancomunidad de la Estructura Oriental Norte, es una agrupación política y administrativa de once de los treinta y cuatro municipios de la región III o Nororiental de Guatemala gestiona el desarrollo social, cultural, político, económico y ambiental a través del impulso de la participación ciudadana de los diversos sectores locales, que permita brindar calidad de vida integral a los habitantes. Su sede se encuentra en Estanzuela y la Ciudad de Esquipulas. Es erróneamente llamada Mancomunidad de los Grandes haciendo referencia a la situación económica, política y ambiental con la cual cuenta la mayoría de los municipios de esta mancomunidad, ya que la mayoría de los habitantes de los municipios tiene acceso a un servicio de salud y educación excelente a diferencia de otros municipios propios de oriente u occidente de Guatemala.

## Consejo
| Cargo      | Presidencia o Secretaría                    | Presidente o Secretario |
| ---------- | ------------------------------------------- | ----------------------- |
| Presidente | Presidencia de la MNOGT                     | Leandro Rafael Morales  |
| Secretario | Secretaría de Educación                     |                         |
| Secretario | Secretaría de Ambiente y Recursos Naturales |                         |
| Secretario | Secretaría de Desarrollo Social             |                         |
| Secretario | Secretaría de Economía                      |                         |

## Formación
Población: 338.872
Extensión Territorial: 3,288 km²
Municipios más poblados:
- Chiquimula 95.320
- Zacapa 69.955
- Esquipulas 56.201

Municipios más extensos:
- Esquipulas 532 km²
- Zacapa 517 km²
- Río Hondo 490 km²

Municipios por mejor IDH:
- Concepción Las Minas 0,910
- Esquipulas 0,905
- Zacapa 0,892

Municipios por mejor Calidad Educativa:
- Esquipulas alta activa, +90.0
- Quezaltepeque alta, +83.2
- Zacapa alta, +81.5

## Miembros
|  |  |  |

A la izquierda, ubicación de Chiquimula en Guatemala, al centro ubicación de Zacapa en Guatemala
y a la derecha ubicación de El Progreso en Guatemala

Municipios miembros:
Departamento de Chiquimula
| No. | Municipio            | Extensión km² | Población |
| --- | -------------------- | ------------- | --------- |
| 1   | Esquipulas           | 532           | 56.201    |
| 2   | Chiquimula           | 372           | 95.320    |
| 3   | Quezaltepeque        | 236           | 26.937    |
| 4   | Concepción Las Minas | 225           | 13.139    |
| 5   | San Jacinto          | 60            | 12.420    |

Departamento de El Progreso
| No. | Municipio                   | Extensión km² | Población |
| --- | --------------------------- | ------------- | --------- |
| 1   | San Cristóbal Acasaguastlán | 124           | 7.026     |

Departamento de Zacapa
| No. | Municipio  | Extensión km² | Población |
| --- | ---------- | ------------- | --------- |
| 1   | Zacapa     | 517           | 69.955    |
| 2   | Estanzuela | 92            | 11.469    |
| 3   | Río Hondo  | 490           | 18.000    |
| 4   | Teculután  | 310           | 17.360    |
| 5   | Usumatlán  | 330           | 11.045    |

Departamentos miembros:
| No. | Departamento | Escudo                               | Extensión km² | Cabecera   |
| --- | ------------ | ------------------------------------ | ------------- | ---------- |
| 1.  | Chiquimula   |                                      | 2.376         | Chiquimula |
| 2.  | El Progreso  | Archivo:Coat of arms of Progreso.gif | 1.922         | Guastatoya |
| 3.  | Zacapa       |                                      | 2.690         | Zacapa     |

## Alcaldes
| Alcaldes por Partido Político | Alcaldes por Partido Político | Alcaldes por Partido Político | Alcaldes por Partido Político | Alcaldes por Partido Político |
| ----------------------------- | ----------------------------- | ----------------------------- | ----------------------------- | ----------------------------- |
| Partidos                      | Partidos                      |                               | Porcentaje                    | Porcentaje                    |
| PP                            | PP                            |                               | 45 %                          | 45 %                          |
| UNE-GANA                      | UNE-GANA                      |                               | 25 %                          | 25 %                          |
| UNE                           | UNE                           |                               | 7.5 %                         | 7.5 %                         |
| GANA                          | GANA                          |                               | 7.5 %                         | 7.5 %                         |
| UCN                           | UCN                           |                               | 7.5 %                         | 7.5 %                         |
| Cómite Cívico                 | Cómite Cívico                 |                               | 7.5 %                         | 7.5 %                         |

Alcaldes de los municipios Miembros:
| Municipio                   | Alcalde                                                  | Partido                                                 |
| --------------------------- | -------------------------------------------------------- | ------------------------------------------------------- |
| Chiquimula                  | Rolando Arturo Aquino                                    | Partido Patriota                                        |
| Esquipulas                  | Carlos Lapola Rodríguez                                  | Partido Patriota                                        |
| Concepción Las Minas        | Juan Vanegas                                             | Partido Patriota                                        |
| Quezaltepeque               | Álvaro Rolando Morales - Unidad Nacional de la Esperanza | Gran Alianza Nacional                                   |
| San Jacinto                 | Leonidas Moralas                                         | Unidad Nacional de la Esperanza - Gran Alianza Nacional |
| San Cristóbal Acasaguastlán | Edgar René Mayorga                                       | Gran Alianza Nacional                                   |
| Zacapa                      | Julio Sanchéz                                            | Comité Cívico                                           |
| Estanzuela                  | Julio César Girón                                        | Partido Patriota                                        |
| Río Hondo                   | Álex Sosa Marín                                          | Partido Patriota                                        |
| Teculután                   | Víctor Hugo Paíz Gómez                                   | Unión del Cambio Nacional                               |
| Usumatlán                   | Andy Pacheco Vásquez                                     | Unidad Nacional de la Esperanza - Gran Alianza Nacional |

Gobernadores de los departamentos miembros:
| Gobernadores por Partido Político | Gobernadores por Partido Político | Gobernadores por Partido Político | Gobernadores por Partido Político | Gobernadores por Partido Político |
| --------------------------------- | --------------------------------- | --------------------------------- | --------------------------------- | --------------------------------- |
| Partidos                          | Partidos                          |                                   | Porcentaje                        | Porcentaje                        |
| PP                                | PP                                |                                   | 100 %                             | 100 %                             |
| UNE-GANA                          | UNE-GANA                          |                                   | 1 %                               | 1 %                               |
| UNE                               | UNE                               |                                   | 1 %                               | 1 %                               |
| GANA                              | GANA                              |                                   | 1 %                               | 1 %                               |
| UCN                               | UCN                               |                                   | 1 %                               | 1 %                               |
| Cómite Cívico                     | Cómite Cívico                     |                                   | 1 %                               | 1 %                               |

| Municipio   | Gobernador (a)                   | Partido          |
| ----------- | -------------------------------- | ---------------- |
| Chiquimula  | Gonzalo Benjamín Torres Noguera  | Partido Patriota |
| Zacapa      | Salvador Cordón                  | FCN-Nación       |
| El Progreso | Rigoberto Antonio Salazar García | Partido Patriota |